# Max Jakob (Physiker)
Max Jakob (* 20. Juli 1879 in Ludwigshafen; † 4. Januar 1955 in Chicago) war ein deutschamerikanischer Thermodynamiker.

## Leben
Der Sohn eines jüdischen Lehrers studierte zwischen 1897 und 1903 an der Technischen Hochschule München, wo er im Jahr 1905 promovierte. Zwischen 1903 und 1906 war er als Assistent am Laboratorium für technische Physik bei Professor Knoblauch angestellt.
Nach seiner Zeit in München arbeitete er für 3 Jahre bei AEG in Berlin, anschließend war er noch für kurze Zeit in Frankfurt und in Baden tätig.
1910 trat er in die Physikalisch-Technische Reichsanstalt ein und wurde Assistent in der Abteilung für Wärme und Druck, die von Ludwig Holborn geleitet wurde. Ab 1914 war er Professor der Reichsanstalt, Leiter des Laboratoriums für Wärmetechnik und des Laboratoriums für Viskosität.
1934 wurde er aufgrund seiner jüdischen Abstammung entlassen, worauf er in die Vereinigten Staaten emigrierte.
Im Jahr 1936 startete er dort eine Vorlesungsreihe über Wärmeübertragung.
1937 wurde er Professor am Illinois Institute of Technology und zugleich Consultant der Armour Research Foundation in Chicago.
Max Jacob starb an Herzversagen am 4. Januar 1955.
Die ASME stiftete 1961 den Max Jakob Memorial Award, der jährlich für herausragende Leistungen im Bereich der Wärmeübertragung verliehen wird.
Des Weiteren ist die Jakob-Zahl nach ihm benannt.